# Topołka
Topołka (bułg. Тополка) – wieś w Bułgarii, w obwodzie Kyrdżali, w gminie Krumowgrad. W 2024 roku liczyła 63 mieszkańców.